# Pio Scilligo

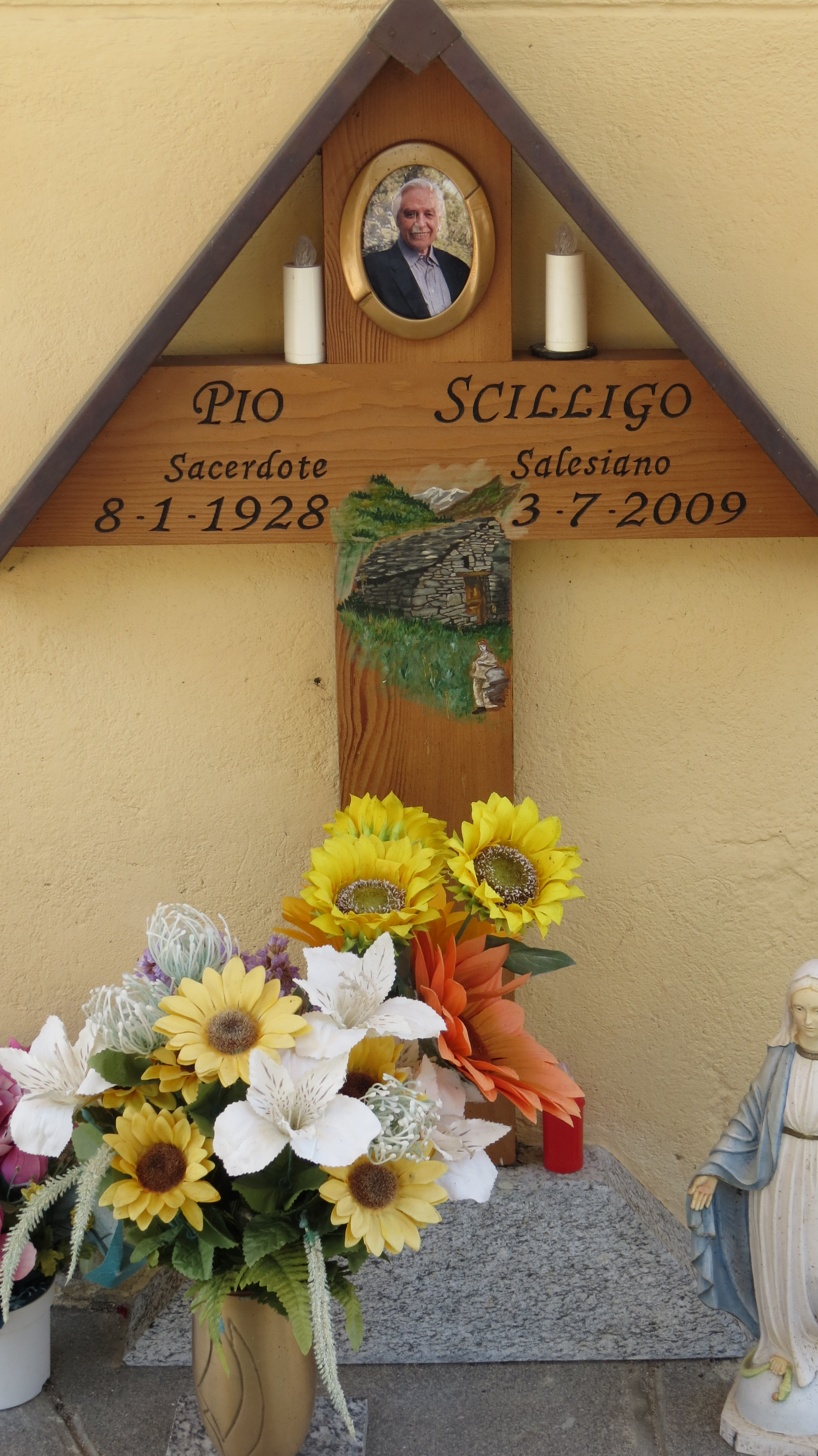
Tomba di Pio Scilligo a Chiesa

Pio Scilligo (Formazza, 8 gennaio 1928 – Roma, 3 luglio 2009) è stato un presbitero, psicologo e psicoterapeuta italiano.

## Biografia
Nasce in Val Formazza, nella frazione Fondovalle del comune di Formazza e battezzato a Chiesa. Salesiano dal 16 agosto 1945, viene ordinato sacerdote il 24 luglio 1954 a Shillong.
Nel 1965 ottiene il Master of Arts in Education presso l'Università di San Francisco e nel 1968 consegue il dottorato di ricerca in Scienze psicologiche presso l'Università di Stanford, in California.
Successivamente si specializza in psicoterapia della gestalt presso il Gestalt Institute di Big Sur e in analisi transazionale presso il Robert and Mary Goulding Western Institute for Group and Family Therapy in California e diventa socio ordinario dell'European Association in Transactional Analysis (EATA).
Nel 1974 diviene professore associato di metodologia della ricerca psicologica presso la facoltà di Magistero dell'Università degli Studi di Roma la Sapienza (poi divenuta facoltà di Psicologia nel 1990) e dal 1976 al 1981 è professore ordinario di psicologia scolastica e psicologia sociale presso la facoltà di Scienze dell'educazione della Università pontificia salesiana di Roma.
È promotore del centro di calcolo elettronico dell'UPS, del quale poi diviene direttore dal 1970 al 1975.
Fonda la scuola di specializzazione in psicologia clinica dell'IFREP (SSPC-IFREP) e dirige la scuola superiore di specializzazione in psicologia clinica dell'UPS (SSSPC-UPS).
Per oltre 35 anni è professore invitato di psicologia sociale presso l'UPS e professore ordinario di psicologia dinamica presso la Sapienza.
Nel 1987 fonda la rivista Psicologia Psicoterapia e Salute (che fino al 1994 si chiama Polarità) e ne è il direttore scientifico fino alla morte.
Negli ultimi anni della sua vita si occupa di counseling ed è presidente onorario del Coordinamento Nazionale Counsellor Professionisti.
Muore a Roma, dopo una lunga degenza, il 3 luglio 2009.

## Riconoscimenti
- 2009 - Medaglia d'argento dell'UPS[6]

## Selezione di opere

### Monografie
- Pio Scilligo, La dinamica di gruppo: interazione sociale nei piccoli gruppi, Roma, Pontificio ateneo salesiano, 1971, ISBN non esistente.
- Pio Scilligo, Dinamica di gruppo, Torino, Società Editrice Internazionale, 1973, ISBN non esistente.
- Pio Scilligo, Pumatter Tietsch. Ds Kschrift un die Erst Werter. Il Tedesco di Formazza. La Scrittura e le Prime Parole. Roma, IFREP, 1989, ISBN non esistente.
- Pio Scilligo, Gestalt e analisi transazionale: principi e tecniche, Roma, Editrice LAS, 1990, ISBN 978-88-213-0064-6.
- Pio Scilligo, Pumattertietsch Werterbeuch. Vocabolario Formazzino–Tedesco–Italiano e Italiano–Formazzino–Tedesco, Roma, IFREP, 1993, ISBN non esistente.
- Pio Scilligo, La nuova sinfonia dei molti sé, Roma, Editrice LAS, 2004, ISBN 978-88-213-0575-7.
- Pio Scilligo, La ricerca scientifica tra analisi ed ermeneutica, Roma, Editrice LAS, 2009, ISBN 978-88-213-0721-8.

### Opere curate
- James S. Simkin, Brevi lezioni di gestalt, a cura di Pio Scilligo, Roma, Borla, 1978, ISBN 978-88-263-0285-0.
- Allen E. Ivey, Il colloquio intenzionale e il counselling: facilitare lo sviluppo del cliente in un mondo multiculturale, a cura di Pio Scilligo, Roma, Editrice LAS, 2004, ISBN non esistente.
- James P. Choca, Guida interpretativa del MCMI: Millon clinical multiaxial inventory, a cura di Pio Scilligo, Roma, Editrice LAS, 2004, ISBN non esistente.

### Articoli
- Pio Scilligo, Verso una tassonomia del rapporto di amore: il questionario QDA, in Polarità, vol. 1, n. 3, 1987,  pp. 345-365.
- (ES) Pio Scilligo, Investigación clínica y práctica terapeutica: un abismo que salvar, in Revista de psicoterapia, vol. 1, n. 4, 1990,  pp. 9-32.
- Pio Scilligo, Gli Stati dell'Io: definizione dimensionale per la ricerca empirica, per l'analisi clinica e per la formulazione del caso, in Psicologia Psicoterapia e Salute, vol. 8, n. 2, 2004.
- Pio Scilligo, La base empirica della medicina alla ricerca di umanità e una psicoterapia naturalistica alla ricerca delle sue radici ermeneutiche, in Psicologia Psicoterapia e Salute, vol. 10, n. 1, 2006.
- (EN) Pio Scilligo, Correlates of dimensionally defined Ego States in Transactional Analysis and social cognitive representations of relational processes and the Self, in Psicologia Psicoterapia e Salute, vol. 10, n. 2, 2006.

### Approfondimenti
- (EN) Pio Scilligo, Defining Ego States in relational and developmental terms (PDF) [collegamento interrotto], su irpir.it, 1998. URL consultato il 3 luglio 2009.
- Pio Scilligo, La definizione degli Stati dell'Io in termini relazionali ed evolutivi (PDF), su irpir.it, 2003. URL consultato il 3 luglio 2009 (archiviato dall'url originale il 12 maggio 2006).
- Pio Scilligo, Il ruolo del counsellor in un mondo in rapida trasformazione (PDF) [collegamento interrotto], su counselling-care.it, 2005. URL consultato il 3 luglio 2009.

| Controllo di autorità | VIAF (EN) 90141051 · ISNI (EN) 0000 0004 1961 1776 · SBN CFIV047165 · GND (DE) 1139189867 |